# Казацкое (Раздельнянский район)
Казацкое (укр. Козацьке; до 2024 года — Россияновка) — село, относится к Раздельнянскому району Одесской области Украины.
Население по переписи 2001 года составляло 728 человек. Почтовый индекс — 66706. Телефонный код — 4860. Занимает площадь 2,87 км². Код КОАТУУ — 5125284501.

## Местный совет
66706, Одесская обл., Раздельнянский р-н, с. Россияновка